# ديك رودولف
ديك رودولف (بالإنجليزية: Dick Rudolph)‏ هو لاعب كرة قاعدة أمريكي، ولد في 25 أغسطس 1887 في نيويورك في الولايات المتحدة، وتوفي في 20 أكتوبر 1949 في ذا برونكس في الولايات المتحدة.

## وصلات خارجية
- ديك رودولف على موقعبيزبول رفرنس.كوم (الدوري الرئيسي) (الإنجليزية)
- ديك رودولف على موقعبيزبول رفرنس.كوم (الدوري الثانوي) (الإنجليزية)